# Lantana insularis
Lantana insularis är en verbenaväxtart som beskrevs av Harold Norman Moldenke. Lantana insularis ingår i släktet eldkronor, och familjen verbenaväxter. Inga underarter finns listade i Catalogue of Life.